# Alioune Touré
Alioune Touré (Saint-Denis, 9 settembre 1978) è un ex calciatore francese, di ruolo attaccante.
Era un'ala destra e durante la carriera ha giocato 8 partite di Coppa UEFA.
Nel 2016, Alioune Touré si è unita al canale SFR Sport e ha commentato le partite della Super League cinese e della Liga NOS. Diventerà il primo consulente ad aver commentato il campionato cinese in Francia.

## Palmarès

### Club

#### Competizioni nazionali
- Coppa di Francia: 3

Nantes: 1997-1998, 1999-2000, 2003-2004
- Campionato francese: 1

Nantes: 2000-2001
- Football League Championship: 1

Manchester City: 2001-2002

### Nazionale
- Campionato europeo Under-19: 1

1997